# Nilo Syrtis
Nilo Syrtis (ou Nilosyrtis) é uma região logo a norte de Syrtis Major em Marte, localizada a aproximadamente 23°N, 76°E a uma elevação de aproximadamente −0.5 km. Ela marca uma região de transição (uma "dicotomia crostal") entre os planaltos do sul e as planícies do norte, e consiste em picos isolados e mesas. Em média, a queda em elevação entre os dois terrenos é de 5,500 metros.

## Mars Science Laboratory
Nilosyrtis foi um dos sítios propostos para a aterrissagem da sonda Mars Science Laboratory.  No entanto, o local não foi selecionado para o grupo final.  Nilo Syrtis chegou ao top 7, mas não ao top 4.
O propósito da Mars Science Laboratory é procurar por antigos sinais de vida. Espera-se que uma missão posterior possa então retornar com amostras dos sítios identificados como prováveis locais contendo vestígios de vida. Para que a sonda possa vir ao solo com segurança é necessário um disco achatado na superfície medindo 19,3 km. Geólogos esperam examinar lugares onde a água formara lagoas.  A intenção deles é examinar camadas de sedimentos. 